# Interface Générique de Communication
 (mars 2013).
Si vous disposez d'ouvrages ou d'articles de référence ou si vous connaissez des sites web de qualité traitant du thème abordé ici, merci de compléter l'article en donnant les références utiles à sa vérifiabilité et en les liant à la section « Notes et références ».
 (mars 2013).
Pour les articles homonymes, voir IGC.
Une interface Générique de Communication (IGC) est un logiciel middleware de type Intégration d'applications d'entreprise (EAI) développé et maintenu par Électricité de France.

## Description
L'objectif d’un logiciel d'Intégration d'applications d'entreprise est d'organiser la circulation de l'information entre différentes applications inter opérables d’un même site ou de sites distincts. Il s'agit d'une approche transactionnelle distribuée qui se focalise sur l’interopérabilité des fonctions métiers opérationnelles d’une entreprise.
IGC s’inscrit pleinement dans le cadre d’un logiciel d'Intégration d'applications d'entreprise industriel, de par ses possibilités natives offertes en termes d’interopérabilité, d’approche transactionnelle distri-buée, et des aspects temps-réel. Il a été conçu et réalisé dans l’esprit de fournir une solution logicielle complète pour réaliser des systèmes de contrôle commande, de supervision et des systèmes d’information industriels distribués.
IGC est fourni avec un environnement de configuration et de paramétrage complet facilitant la mise en œuvre d’applications distribuées. Il permet grâce à ses connecteurs (tâches d’acquisition) d’interfacer un nombre important d’équipements. L’information acquise est normalisée sous forme de « repères » dans le noyau (serveur) temps réel d’IGC. 
Son architecture modulaire (de type client/serveur) et la mise à disposition d’une API de haut niveau permettent une ouverture et des capacités d’intégration élevées, en donnant la possibilité de développer rapidement de nouveaux connecteurs, des traitements et des interfaces métiers.
IGC a été conçu pour couvrir les exigences d’applications industrielles critiques. Ses qualités intrinsèques et sa pérennité lui assurent un déploiement régulier dans des :
- domaines d’application élargis : production d’énergie électrique (hydraulique, thermique à flamme et nucléaire), démantèlement de centrales nucléaires ;
- contextes variés : nouvelles applications métier, traitement d’obsolescence, outil de tests et de simulation, interface de communication entre système industriel et système d'information.